# Крабат (фільм, 2008)

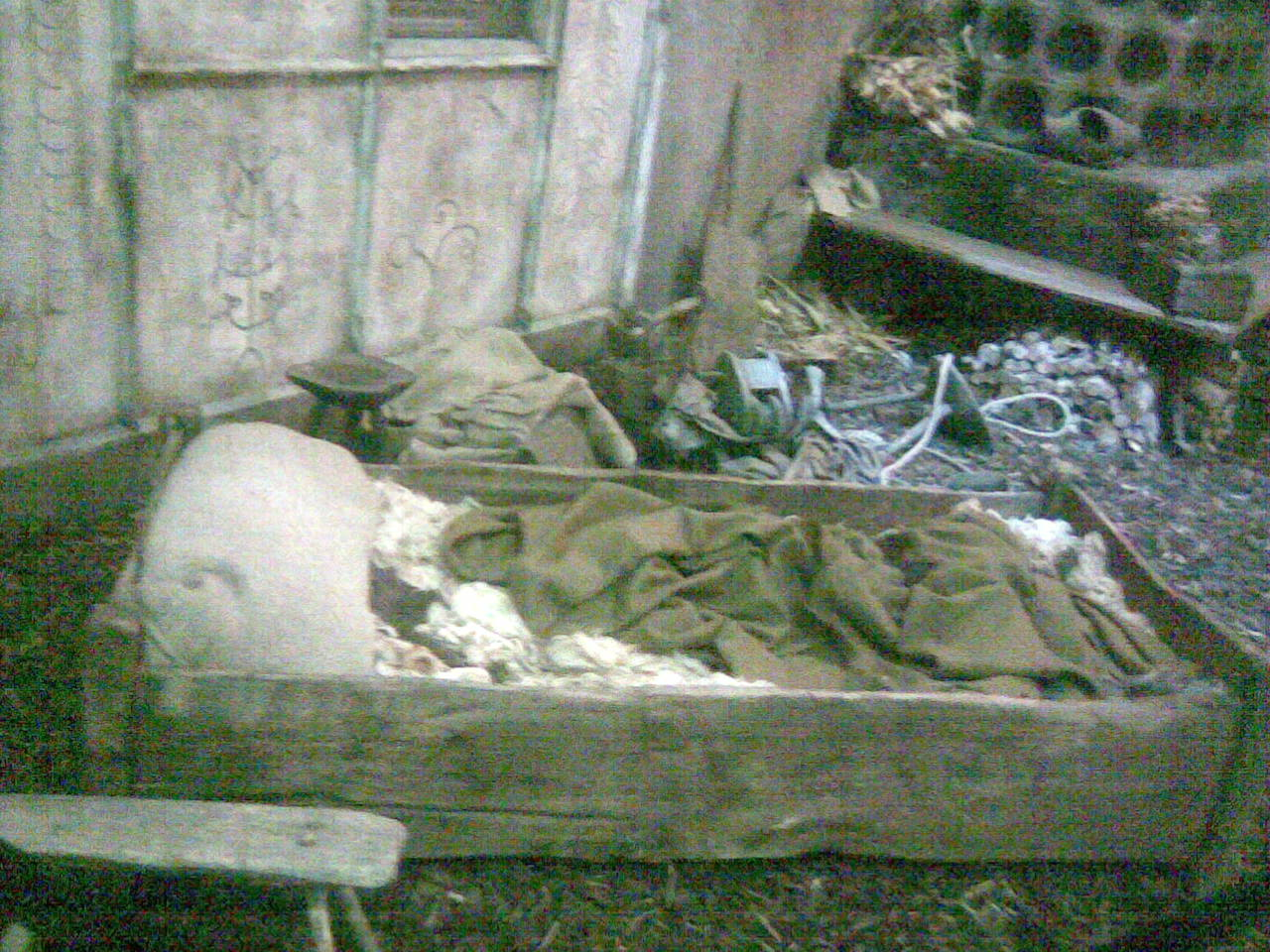
Куліса

«Крабат» — фільм 2008 року німецького режисера Марко Кройцпайнтнера, заснований на романі Отфріда Пройслера «Крабат: Легенди старого млину».
В основі історії легенда про Крабата з фольклору лужицьких сорбів 17 сторіччя.
Дія відбувається у Німеччині XVII-го століття, в якій в той час лютували Тридцятирічна війна та чума.
Головний герой — 13-річний хлопчик-сирота на ім'я Крабат у пошуках даху і їжі, таємничим чином потрапляє на млин, де стає учнем її господаря.
Незабаром Крабат довідується, що млин — школа чорної магії, а господар млина — чаклун. Згодом він починає вивчати чорну магію, здобуває навички, які йому навіть не снилися. Водночас він поступово усвідомлює значення слів старшого учня Тонди, що за все колись треба платити. Крабат не може покинути млина, не може кохати, мати сім'ю чи жити просто, як усі люди. Врешті-решт, усвідомивши, куди він потрапив, Крабат намагається втекти, проте зі зачарованого кола не так легко вибратись. Але вихід із ситуації завжди є, і, за правилами чаклуна, платою за свободу є перемога або смерть.
Автор однойменної книжки Одфрід Пройслер писав, що хотів наголосити на небезпеці захопленням силами зла, яке пережило його покоління. Тому Крабат, на початку упиваючись силою магії, згодом розуміє, що став її рабом. Недарма учень чаклуна перед тим, як повстати проти сатанинської кабали, викопує свій старий хрестик і бореться з головним ворогом не як юний учень чаклуна — за допомогою чар та заклинань — а за допомогою дружби, любові і готовності жертвувати собою.
Фільм також наголошує на небезпеці магії як такої.